# Тирель, Гийом
Гийом Тирель, известный как Тайеван (Taillevent, ок. 1310—1395) — повар королевского двора Франции во время первых королей династии Валуа и Столетней войны.

## Биография
Тирель родом из нормандского Турвиля-сюр-Понт-Одеме. Позднее, в 1340 году изобретя пирожное из раскатанного тонкого сигаретного теста дал ему название в честь родного города — мирлитон из Понт-Одеме.
Тирель начинал как младший повар королевы Жанны д’Эврё. С 1326 года был главным поваром Филиппа VI.
В 1347 году стал оруженосцем дофина Вьеннского, а в 1349 году — его главным поваром. В 1355 году он стал оруженосцем герцога Нормандии, в 1359 году — его поваром, а в 1361 году — его парламентским приставом. В 1368 году герцогом Нормандии стал Карл V, и Тирель начал служить ему. С 1381 года — на службе у Карла VI. Он считается одним из первых настоящих «профессиональных» шеф-поваров. Гийом Тирель умер в 1395 году в возрасте около 80 лет.
Он написал знаменитую книгу про готовку и кулинарные техники «Le Viandier», которая считается одним из первых профессиональных трактатов, написанных во Франции, и на которой основаны французские гастрономические традиции. Книга оказала значительное влияние на последующие книги о французской кухне и важна для историков еды как детальный источник по средневековой кухне северной Франции. Во времена правления Филиппа VI Тирель оказал большое влияние на рост королевской благосклонности к крепким красным винам, которые изготовлялись на юге Франции и прибывали из Бургундии.